# Аффинная оболочка
Аффинная оболочка — наименьшее аффинное пространство, содержащее заданное множество {\displaystyle S} евклидова пространства {\displaystyle \mathbb {R} ^{n}}; обозначается {\displaystyle \mathrm {aff} (S)}. Также может быть построено как множество всех аффинных комбинаций элементов {\displaystyle S}:
{\displaystyle \mathrm {aff} (S)=\left\{\sum _{i=1}^{k}\alpha _{i}x_{i}{\Bigg |}k>0,\,x_{i}\in S,\,\alpha _{i}\in \mathbb {R} ,\,\sum _{i=1}^{k}\alpha _{i}=1\right\}}.
Аффинная оболочка единичного элемента является единичным элементом. Аффинная оболочка множества из двух точек — это прямая, проходящая через эти точки; аффинная оболочка множества из трёх точек, не лежащих на одной прямой — плоскость, содержащая все три точки; аффинная оболочка множества из четырёх точек, не лежащих в одной плоскости в {\displaystyle \mathbb {R} ^{3}} — само пространство {\displaystyle R^{3}}.
Аффинная оболочка всегда является замкнутым множеством. Построение аффинной оболочки является оператором замыкания, и, в частности, идемпотентно: {\displaystyle \mathrm {aff} (\mathrm {aff} (S))=\mathrm {aff} (S)}.
Аффинная оболочка всегда включает выпуклую оболочку (строящуюся из выпуклых комбинаций, на которые наложены более сильные ограничения, чем на аффинные). Линейная оболочка всегда содержит аффинную оболочку, поскольку линейная комбинация не накладывает никаких ограничений на коэффициенты комбинаций ({\displaystyle \alpha }).